# Deltote
Deltote är ett släkte av fjärilar som beskrevs av Ludwig Reichenbach 1817. Deltote ingår i familjen nattflyn, Noctuidae.

## Dottertaxa tillDeltote, i alfabetisk ordning[1][2]
| Deltote bankianaXXXXX |  | Tvärstreckat glansfly |  |  |
| Deltote deceptoria    |  | Vitbandat glansfly    |  |  |
| Deltote pygarga       |  | Vitfläckat glansfly   |  |  |
| Deltote uncula        |  | Gråkantat glansfly    |  |  |

## Bildgalleri

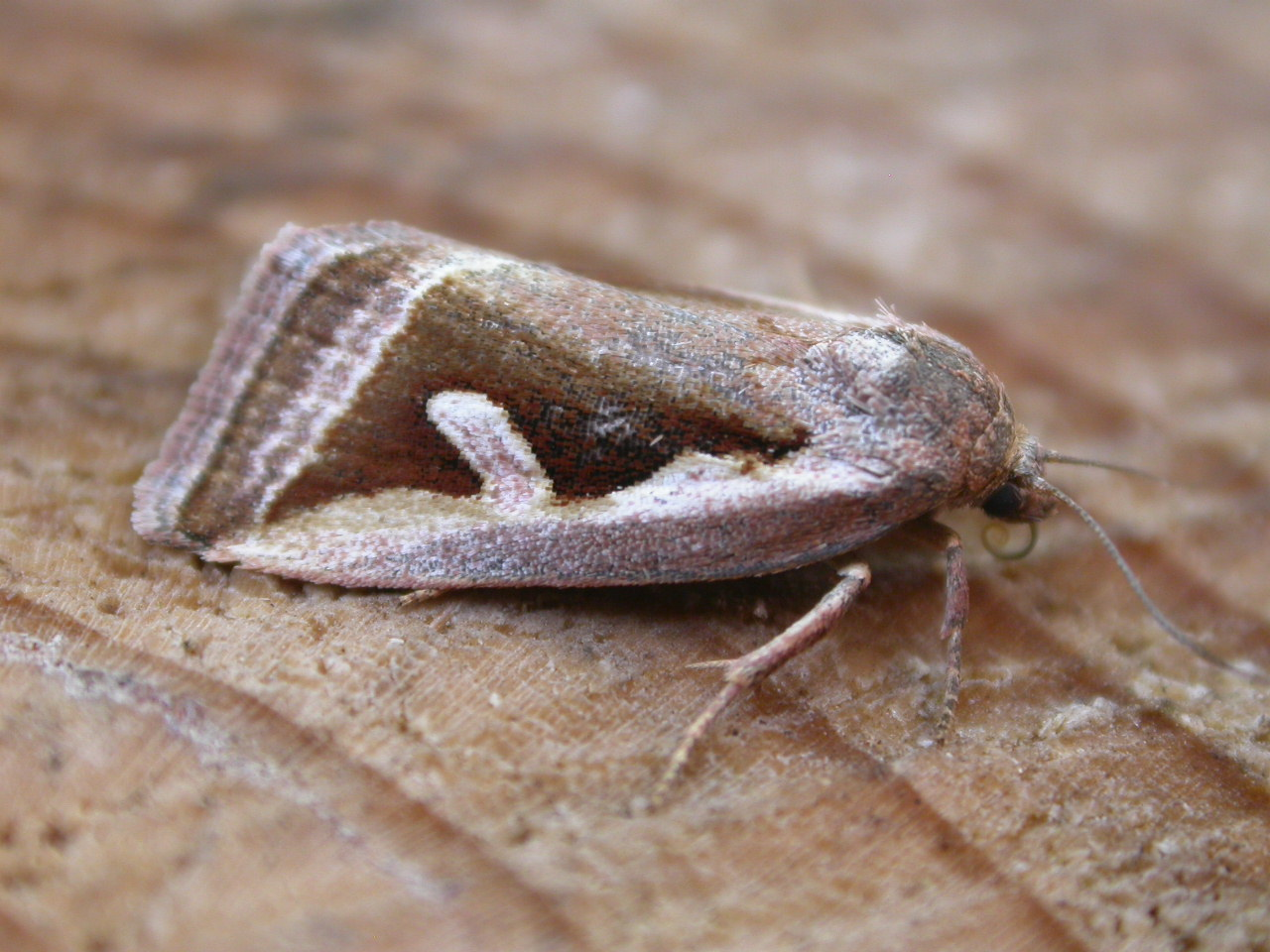
Gråkantat glansfly, Deltote uncula
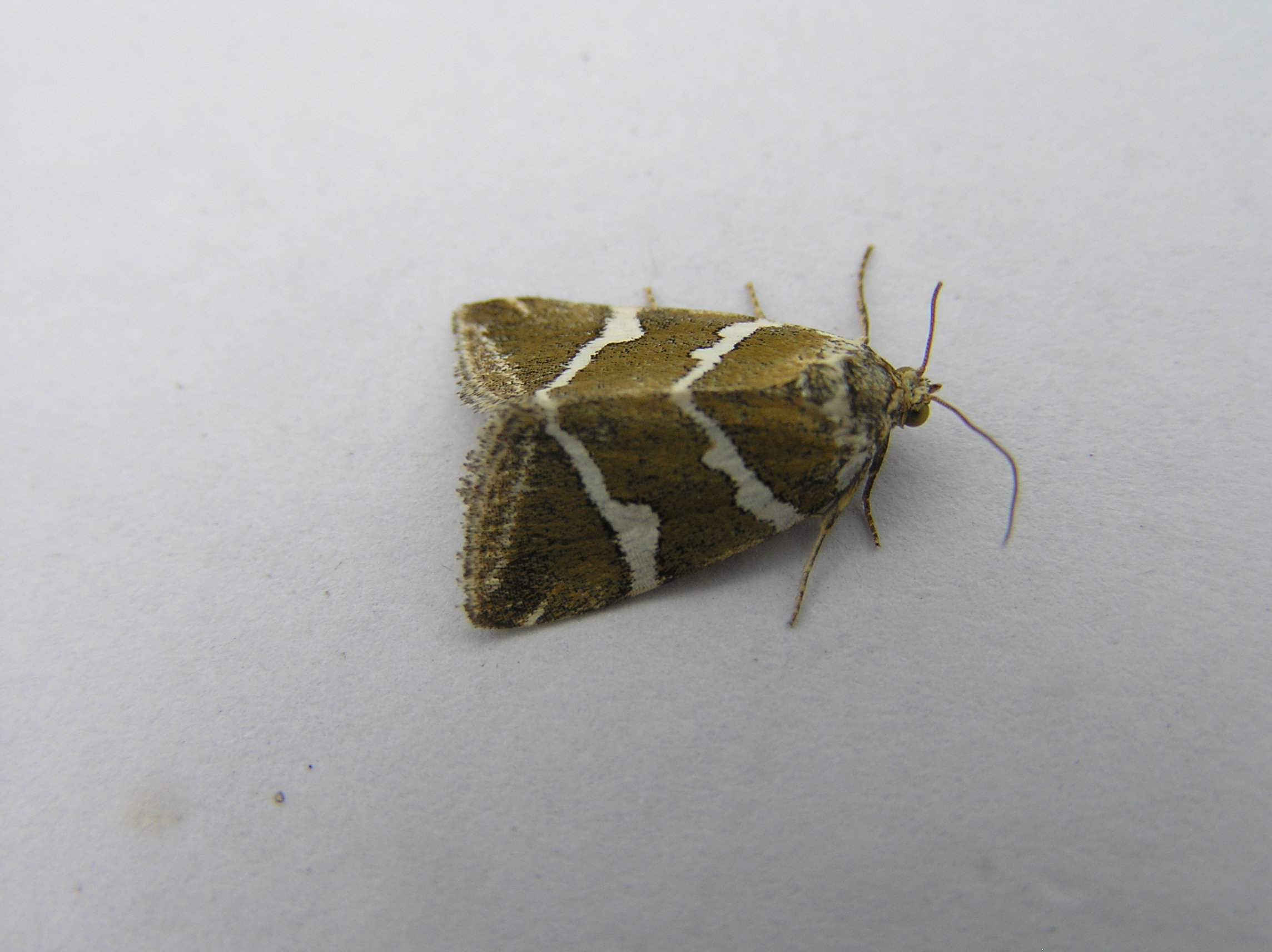
Tvärstreckat glansfly, Deltote bankiana
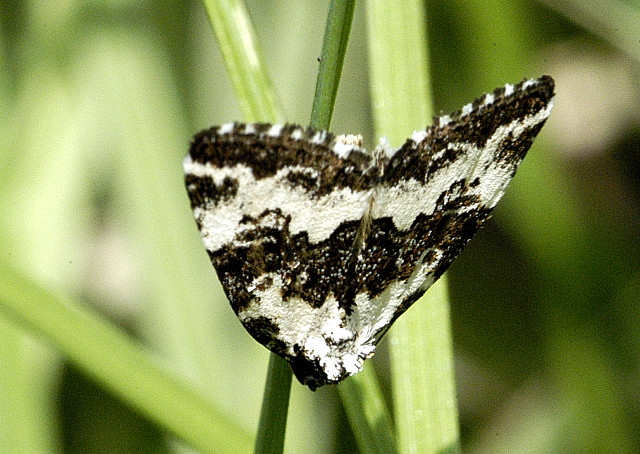
Vitbandat glansfly, Deltote deceptoria
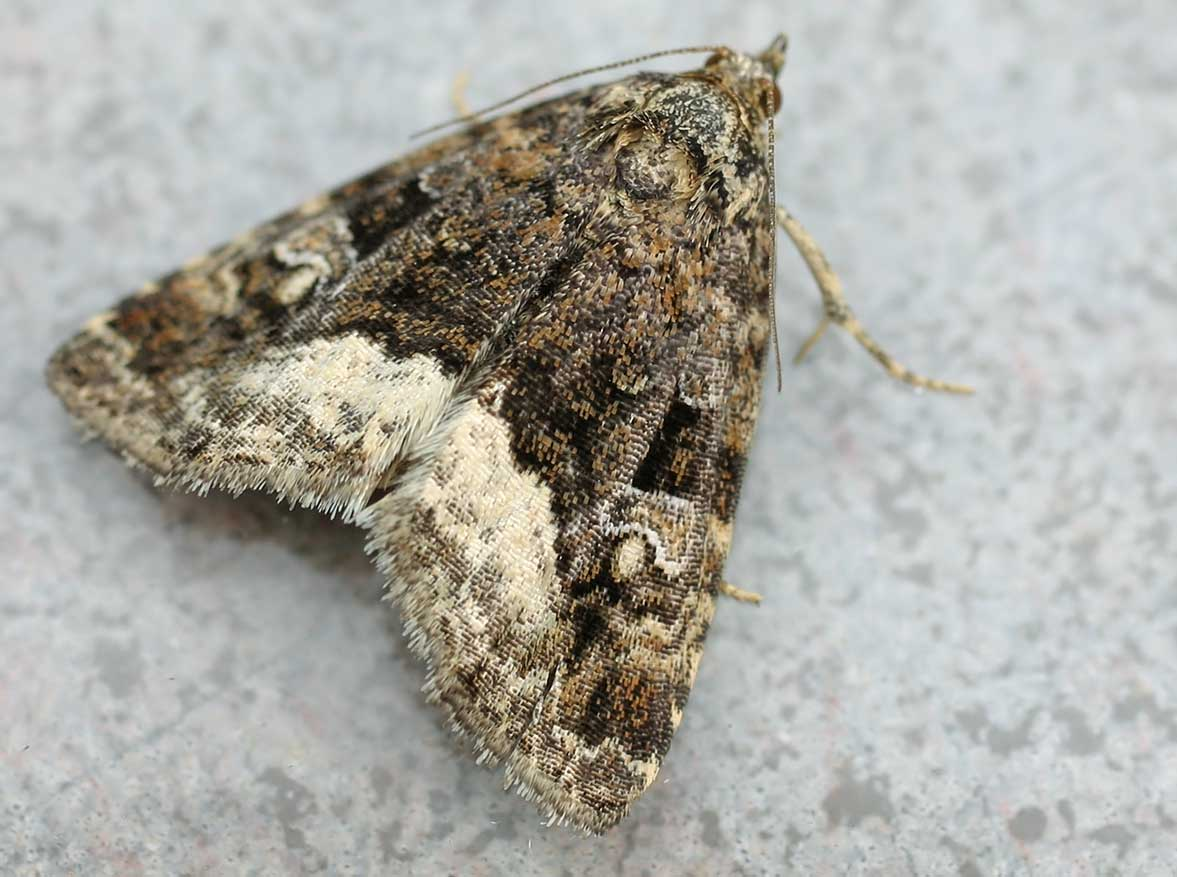
Vitfläckat glansfly, Deltote pygarga